# 中牧崇
中牧 崇（なかまき たかし、1970年4月29日 - 2020年10月5日）は、日本の地理学者。博士（地理学）。東洋大学非常勤講師（東洋大学現代社会総合研究所客員研究員、東洋大学人間科学総合研究所客員研究員）。他にも高崎経済大学や共愛学園前橋国際大学でも非常勤講師を兼任。

## 来歴
1970年、東京都生まれ。東京都立大泉高等学校を卒業後、立正大学文学部地理学科へ進学。
2000年、立正大学大学院文学研究科地理学専攻博士後期課程修了。博士（地理学）。その後、立正大学非常勤講師を経て東洋大学非常勤講師となる。高崎経済大学非常勤講師や共愛学園前橋国際大学非常勤講師も兼任。田中啓爾記念地理学奨励賞（立正地理学振興会）を受賞した。
2020年10月5日、肺がんにより死去。なお、翌2020年10月6日、父の中牧修も死去。没後、「中牧崇先生を追悼する会」が大島登志彦らを中心に発足し、2021年10月には追悼論集「中牧崇の地理学・地理教育研究」が発刊された。

## 研究
地域社会と交通（特に乗合バス交通）の関係を研究する交通地理学者の1人である。 
また、地理教育学の研究にも熱心であり、フィールドワークを用いた大学生地理教育論者の第一人者でもある。 

### 主な論文

#### 交通地理学
- 群馬県松井田町における路線バス廃止後の住民の対応．新地理，1997，45-2，20-34．
- 群馬県南西部における乗合バス・代替バス事業と路線網の変遷．地域研究（立正地理学会），2001，42-1・2，27-37．
- 山形県真室川町における森林鉄道の保存機関車の活用 : 地域資源の価値づけとその内外への発信に着目して．現代社会研究，2016，14，93-100．
- 新潟県上越地域における鉄道遺産の活性化のあり方と地域公共交通の課題．高崎経済大学論集，2016，58-4，1-15．(大島登志彦と共著)
- 河岸段丘地域における鉄道ルート・駅に関する考察：山梨県上野原市と群馬県沼田市を事例として, 共愛学園前橋国際大学論集, 16, 69-85.
- 新潟県津南町の河岸段丘地域とその周辺における交通ルートに関する考察：山梨県上野原市と群馬県沼田市との比較, 共愛学園前橋国際大学論集, 2017, 17, 135-145.

#### 地理教育学
- 高等学校における地理の学習実態に関する考察：大学生へのアンケート調査をもとに．地域研究（立正地理学会），2005，46-1，80-87．
- 身近な地域における地理教育巡検：東京都文京区本郷界隈を事例として．地理教育研究，2008，1，79-85．
- 大学の地理教育におけるワンポイント的巡検の実践的考察 : 教職科目「地理学」の場合 ．地理教育研究，2013，13，27-34．
- 冬の気候のちがいを地理写真から理解させるための教材開発と授業実践：新潟〜高崎間の鉄道移動を中心として.　高崎経済大学論集,　2020,　62-3.4,　135-157.

### 主な出版物

#### 単著
- 『大学・地理教育巡検の創造』古今書院，p200, 2018．

#### 共著等
- 『東京圏の環境と生活』正井泰夫・片柳勉編，二宮書店，p96，2000．
- 『巡検学習・フィールドワーク学習の理論と実践－地理教育におけるワンポイント巡検のすすめ』 松岡路秀・山口幸男・横山満・今井英文・西木敏夫・寺尾隆雄編，古今書院，p279，2012．
- 『地理教育研究の新展開』山口幸男・山本實編，古今書院，p286，2018．